# 辜胜阻
辜胜阻（1956年1月—），男，湖北武汉人，中华人民共和国政治人物，原副国级领导人。曾任第十三届全国政协副主席。经济学博士，经济学和管理学教授、博士生导师，国家有突出贡献中青年专家、国家有突出贡献留学回国人员。
曾任第十一届全国人大常委、内务司法委员会副主任委员，第十二届全国人大常委、财政经济委员会副主任委员，民建中央常务副主席、副主席，武汉大学战略管理研究院院长，第八届全国政协委员、第九届全国政协常委、第十届全国政协委员，第九届全国工商联副主席，湖北省人民政府副省长，武汉市人民政府副市长。

## 生平
1956年出生于湖北武汉。2007年12月，中国民主建国会第九次全体代表大会在北京举行。12月20日，大会选举产生新一届中央委员会，他当选为副主席。
2018年1月，当选第十三届全国政协委员。2018年3月14日，在全国政协十三届一次会议第四次全体会议上，当选为全国政协副主席。
2022年12月，不再担任民建中央常务副主席职务。

## 社会兼职
兼任国家教育咨询委员会委员，中国软科学研究会副理事长，教育部科技委管理学部学部委员，国家自然科学基金管理科学部评审专家，清华大学、北京大学、中国人民大学、北京师范大学、中国矿业大学（北京）等高校和中国社会科学院兼职教授及博士生导师。